# 慕思

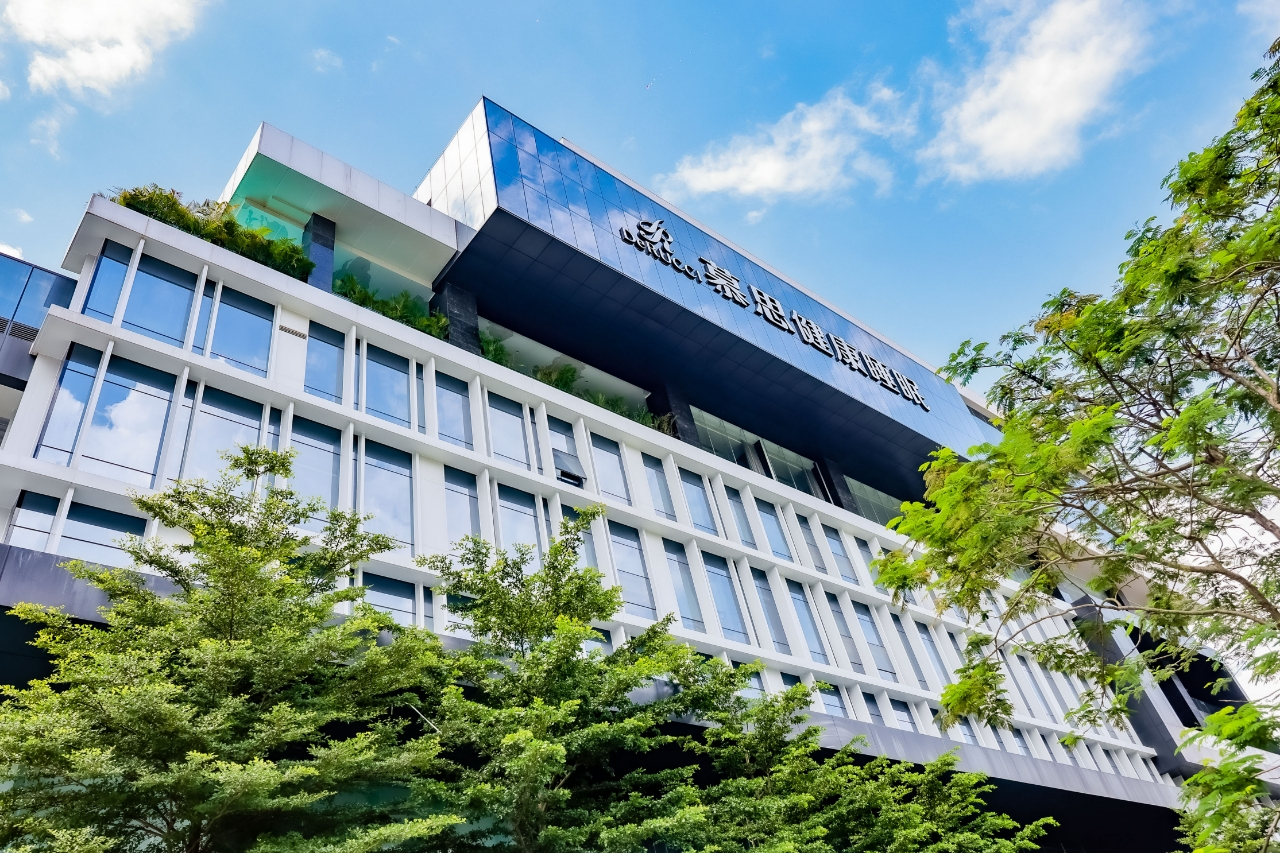
公司总部

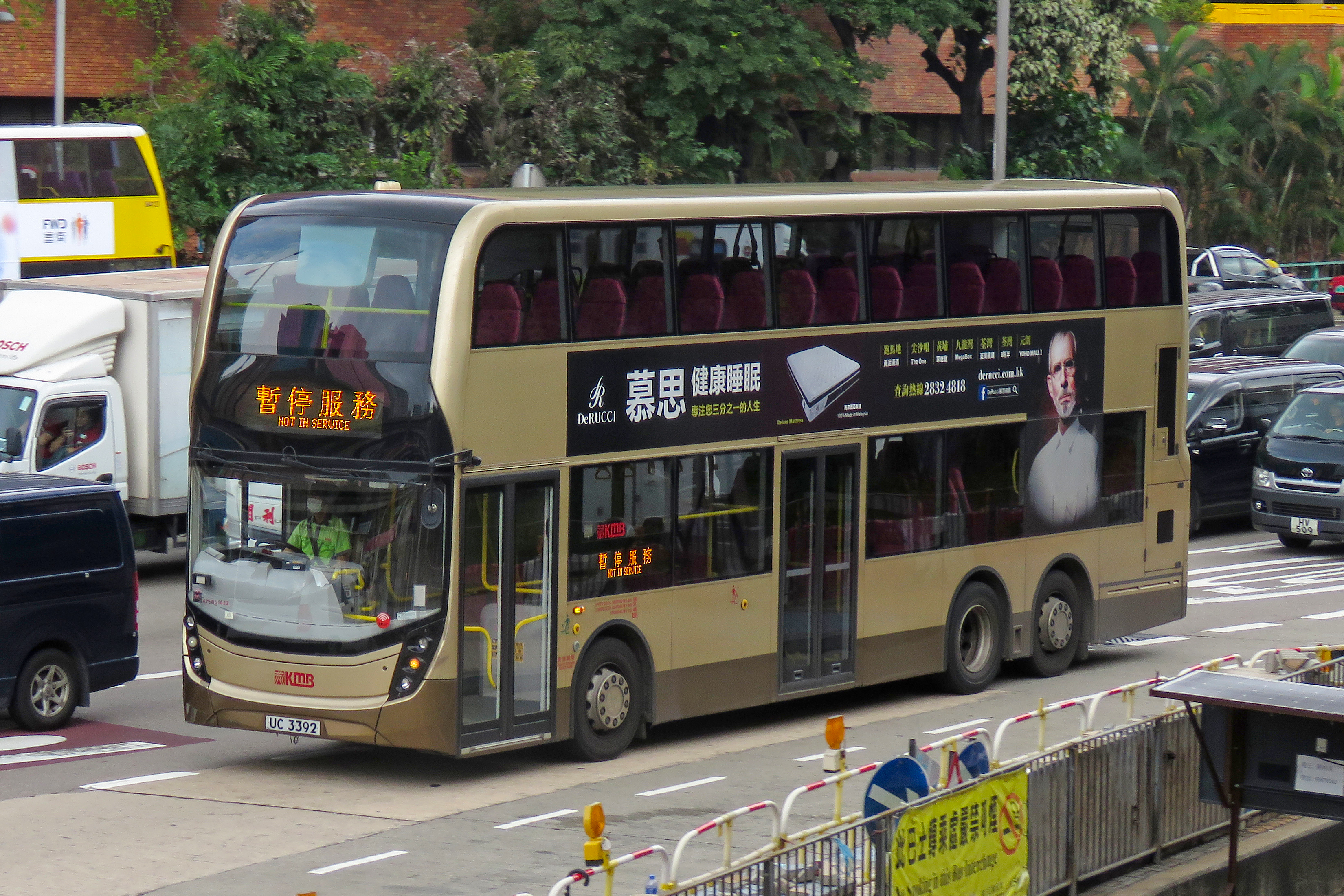
慕思在香港巴士投放的广告

慕思健康睡眠股份有限公司，又稱慕思股份（深交所：001323），是中国一家床垫公司，总部位于广东省东莞市。 

## 历史
2004年，东莞人林集永和王炳坤創辦慕思。2022年6月23日，慕思在深交所上市。

## 廣告爭議
慕思曾声称，该公司是由一位名叫莱昂纳多·德鲁奇（Leonardo de Rucci）的法国人于1868年创立。慕思專門請了一位歐洲面孔的男子當他們的广告模特，所以很多中國人經常在慕思的廣告看到這位歐洲面孔的男子。  华尔街日报調查後發現，该男子是居住在中国的美国人约翰·蒂莫西·德斯坦 (John Timothy Dirstine)，該男子於2009年將自己的肖像權永久授予慕思。 
2021年，中国日报撰文批評慕思讓一位無名老外（白猴子）當廣告人物。作者認為，“中国已经成为世界第二大经济体，这种盲目的崇洋媚外是没有必要的。” 彭博新聞社的戴维·菲克林（David Fickling）认为，慕思的白猴子現象以及強行將自己與歐洲綁定反映了中国人内心的一种自卑感，类似于20世纪中叶日本经济崛起前的日本人的那種自卑感。 在慕思上市前夕，中國證監會曾發函詢問該白人廣告人物的身份。